# Nicolaigården

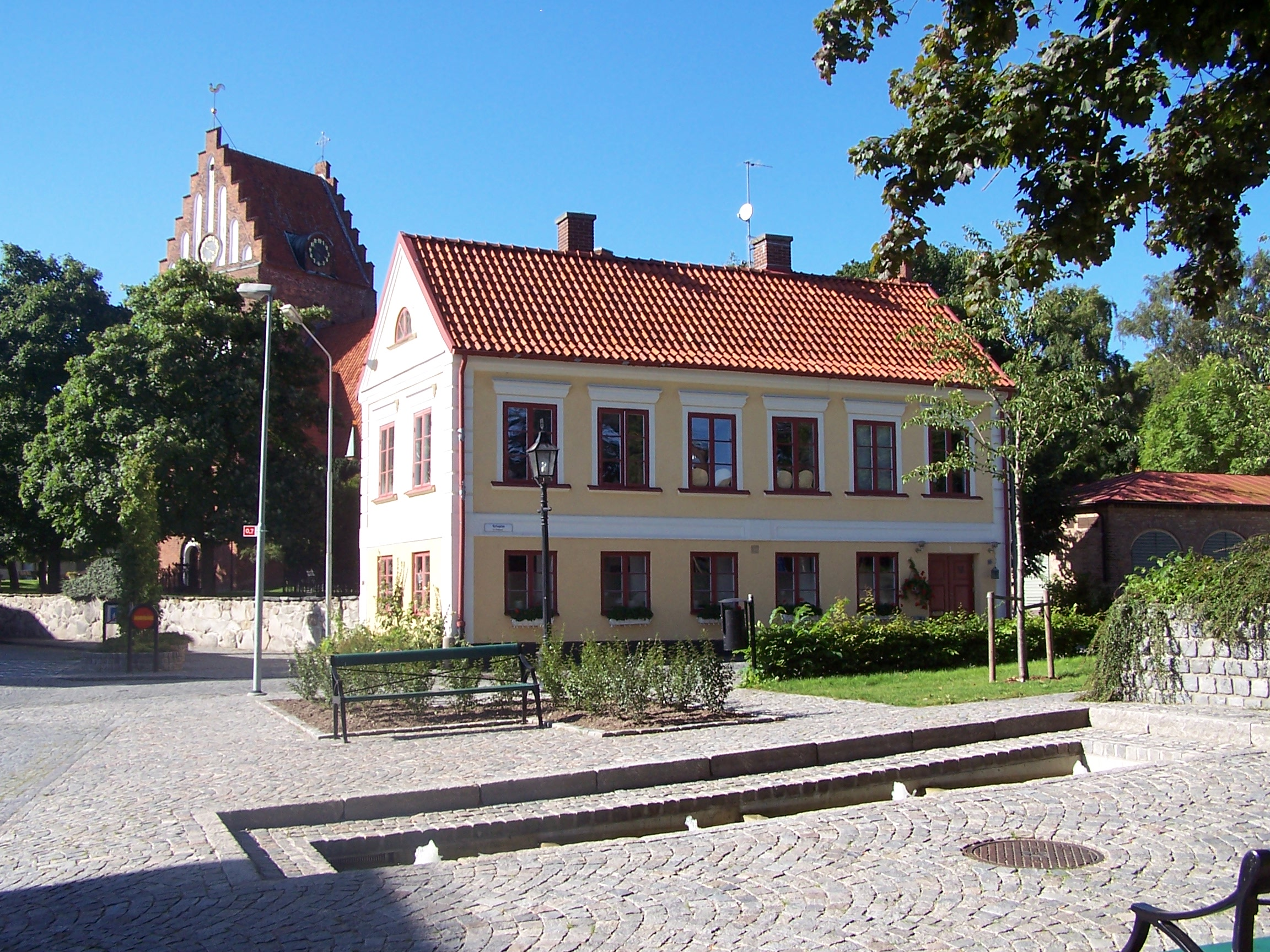
Nicolaigården

Nicolaigården är ett byggnadsminnesförklarat hus vid Kyrkogatan i Sölvesborg.
Enligt obekräftade källor uppfördes det första huset på platsen 1798. Året 1830 uppfördes den första versionen av den nuvarande byggnaden i en våning och på en sida inkluderades kyrkogårdsmuren. Nicolaigården var Sölvesborgs första brandstation som officiellt gick under namnet spruthus. Den andra våningen tillkom 1857 och huset fick sin nyklassicistiska karaktär. Samtidig inrättades en telegrafstation i byggnaden. Redskapen för brandsläckning fanns kvar fram till 1867 och efter 1908 användes Nicolaigården inte längre som telegrafstation. Fram till 1967 fanns bland annat ett församlingshem och ett kontor för köttbesiktning i huset. I samband med en renovering 1967–1968 inrättades i bottenvåningen en utställning och huset fick status som byggnadsminne. Ansvarig arkitekt för ombyggnaden var Torsten Leon-Nilson. Senare blev hela byggnaden privatbostad.